# Bra Böckers lexikon
Bra böckers lexikon (BBL) är ett svenskt uppslagsverk, bestående av 25 band samt en världsatlas, vilket utgavs av Bokförlaget Bra Böcker AB med början på 1970-talet.
Uppslagsverkets första upplaga utkom 1973–1981, varefter följde den andra 1974–1982, den tredje 1983–1990 och den fjärde 1991–1996. Utgivningen avslutades med specialupplagan BBL 2000 1995–1999. Utgivningen skedde rullande och verket uppdaterades ständigt.
Bland verkets chefredaktörer märktes den välkände lundaprofessorn Jan-Öjvind Swahn. De fyra huvudupplagorna har totalt tryckts i över 600 000 exemplar.
Texterna i BBL användes i den svenska versionen av Microsoft Encarta.